# Atencioïta
L'atencioïta és un mineral de la classe dels fosfats que pertany al grup roscherita. Rep el seu nom del Dr. Daniel Atencio, professor brasiler de mineralogia a l'institut de geociència de la Universitat de São Paulo, Brasil. Va ser aprovada per l'Associació Mineralògica Internacional l'any 2004.

## Característiques
L'atencioïta és un fosfat de fórmula química Ca₂Fe²⁺₃Mg₂Be₄(PO₄)₆(OH)₄(H₂O)₆. Es tracta d'una espècie isostructural amb la footemineïta que pertany al grup de la roscherita. La seva duresa a l'escala de Mohs és 4,5, i la seva lluïssor és vítria.
Segons la classificació de Nickel-Strunz, l'atencioïta pertany a «08.DA: Fosfats, etc, amb cations petits (i ocasionalment, grans)» juntament amb els següents minerals: bearsita, moraesita, roscherita, zanazziïta, greifensteinita, ruifrancoïta, guimarãesita, footemineïta, uralolita, weinebeneïta, tiptopita, veszelyita, kipushita, philipsburgita, spencerita, glucina i ianbruceïta.

## Formació i jaciments
Es troba en pegmatites de granit. La seva localitat tipus és a Linópolis, a Divino das Laranjeiras (Minas Gerais), tot i que també se n'ha trobat a Poço d'Antas (Itinga), totes dues localitats al Brasil.